# Birger Bohlin

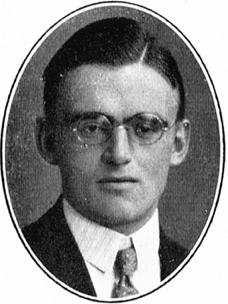
Birger Bohlin

Anders Birger Bohlin (* 26. März 1898 in Lidköping; † 28. November 1990 in Uppsala) war ein schwedischer Paläontologe und Paläobotaniker.

## Leben
Bohlin war der Sohn von Gustaf Adolph und Anna Brigitta Bohlin, geborene Kumlin. 1922 erhielt er einen Master-Abschluss an der Universität Uppsala. Nach dem Lizenziat im Jahr 1926, verteidigte er 1927 unter der Leitung von Carl Wiman seine Dissertation über die fossilen Giraffenartigen Chinas, nachdem er die von Johan Gunnar Andersson (1874–1960) und Otto Zdansky (1894–1988) gesammelten Fossilien untersucht hatte. 1935 wurde er zum Doktor der Philosophie promoviert. Von 1934 bis 1944 und ab 1952 lehrte er als außerordentlicher Professor für Paläontologie an der Universität Uppsala. Von 1944 bis 1952 war er Dozent an der Högre allmänna läroverket in Halmstad. 1954 wurde er zum Mitglied der Königlichen Gesellschaft der Wissenschaften in Uppsala gewählt und 1960 zum Professor ernannt.
1927 heiratete Bohlin Ellen Gunhild Staffansson (1893–1983). Im selben Jahr publizierte Zdansky die Entdeckung von zwei Zähnen des Peking-Menschen (Homo erectus pekinensis) in der Zhoukoudian-Höhle bei Peking. Der kanadische Anatom Davidson Black (1884–1934), der als Professor in Peking lehrte, nutzte diese Entdeckung, um sich die Finanzierung der Rockefeller-Stiftung zu sichern und eine große Ausgrabung in Zhoukoudian durchzuführen, in der Hoffnung, weitere Hominidenfossilien zu finden. Black brauchte einen ausgebildeten Paläontologen als Leiter dieser Ausgrabung, und nach Zdanskys Absage wurde Bohlin ausgewählt, hauptsächlich auf Empfehlung von Andersson. Von 1927 bis 1928 überwachte Bohlin die Ausgrabungen in der Zhoukoudian-Höhle.  Diese Arbeit wurde fortgesetzt, bis die Geldmittel der Rockefeller-Stiftung Ende 1928 erschöpft waren. 1929 wurde Sven Hedin (1865–1952) von der chinesischen Eisenbahnbehörde beauftragt, eine Expedition in die Innere Mongolei, in das Qaidam-Becken sowie in die Provinzen Gansu und Xinjiang zu organisieren, um die Kommunikation mit diesen weit entfernten Provinzen zu verbessern. Bohlin nahm bis 1933 als Paläontologe an der Expedition teil und sammelte viele fossile Wirbeltiere. Zu seinen bekanntesten Entdeckungen gehörten die Säugetierfaunen aus dem späten Oligozän in der paläontologischen Ausgrabungsstätte Taben-buluk im westlichen Gansu. Bohlin machte jedoch auch bedeutende Sammlungen von Reptilien aus der Kreidezeit und von Pflanzen aus dem Karbon. Von den 54 querformatigen Monographien, die als Berichte der wissenschaftlichen Expeditionen in die nordwestlichen Provinzen Chinas unter der Leitung von Sven Hedin veröffentlicht wurden, schrieb Bohlin 13 Teile, darunter zwei umfangreiche Monographien über die Faunen von Taben-buluk, eine über Reptilien aus der Kreidezeit und eine über Pflanzen aus dem Karbon. Er schrieb auch mehrere Monographien über die chinesische fossile Wirbeltierfauna in der Journal-Reihe Palaeontologia Sinica sowie eine Reihe kürzerer Artikel über chinesische Wirbeltierfossilien. In seinen späteren Jahren widmete er sich fossilen Pflanzen.

## Dedikationsnamen
Nach Birger Bohlin sind die Unterfamilie Bohlininae, die fossilen Giraffengattungen Bohlinia und Birgerbohlinia, die Dinosaurierarten Crichtonsaurus bohlini und Nanshiungosaurus bohlini, die fossile Nagetiergattung Bohlinosminthus sowie die fossile Säugetierart Khuduklestes bohlini aus der Kreidezeit benannt.

## Erstbeschreibungen von Birger Bohlin
- Chiayusaurus lacustris
- Heishansaurus pachycephalus
- Microceratops
- Microceratops gobiensis
- Microceratops sulcidens
- Peishansaurus philemys
- Sauroplites scutiger
- Stegosaurides excavatus
- Lagomeryx tsaidamensis
- Bohlinosminthus parvulus
- Bubalus tingi
- Tataromys grangeri
- Yindirtemys
- Chiayusuchus cingulatus
- Tachyoryctoides intermedius
- Okapinae

## Schriften (Auswahl)
- (mit Otto Zdansky) Die Familie Giraffidae mit besonderer Berücksichtigung der fossilen Formen aus China, 1926
- Bemerkungen über einige pontischen Antilopen-Gattungen, 1936
- På jakt efter människans förfäder, 1944
- Fahlcrantz & Gumaelius, 1944
- History of the expedition in Asia 1927–1935. Part IV. General reports of travels and field-work, 1945
- The sabre-toothed tigers once more, 1947
- A Contribution to our Knowledge of the Distribution of Vegetation in Inner Mongolia, Kansu and Ching-Hai, 1949
- Från fisk till människa, 1953
- På jakt efter våra förfäder. Om människans ursprung, 1978